# Swattenden
Swattenden est un petit village près de Cranbrook, situé dans le district de Tunbridge Wells dans le comté du Kent, en Angleterre.

## Source de la traduction
- (en) Cet article est partiellement ou en totalité issu de l’article de Wikipédia en anglais intitulé « Swattenden » (voir la liste des auteurs).